# Браун-Уилли
Браун-Уилли (англ. Brown Willy; корн. Bronn Wennili) — холм в Бодмин-Мур, Корнуолл, Англия. Является самой высокой точкой Корнуолла. Высота — 420 м.
Название на корнском «Bronn Wennili», что означает холм ласточки, считается что английское название возможно произошло от корнского из-за схожего звучания.